# Ахалсопели (Ткибульский муниципалитет)
Ахалсопели (груз. ახალსოფელი) — село в Грузии, на территории Ткибульского муниципалитета края (мхаре) Имеретия.

## География
Село находится в западной части Грузии, на северо-восточном берегу Ткибульского водохранилища, на расстоянии приблизительно 2 километров (по прямой) к юго-западу от города Ткибули, административного центра муниципалитета. Абсолютная высота — 631 метр над уровнем моря.

## Население
По результатам официальной переписи населения 2014 года, в Ахалсопели проживало 299 человек (146 мужчин и 153 женщины). В национальной структуре населения грузины составляли 99,3 %, русские — 0,35 %, украинцы — 0,35 %.
| Год  | Население, человек |
| ---- | ------------------ |
| 2002 | 429                |
| 2014 | ↘ 299              |